# Roald Hoffmann
Roald Hoffmann (narozen jako Roald Safran 18. července 1937 Zoločiv) je americký chemik, nositel Nobelovy ceny za chemii za rok 1981. Obdržel ji společně s Ken’ičim Fukuim za průkopnické teorie chemické reaktivity a jejich aplikace v chemii. Publikoval také divadelní hry a poezii. Narodil se židovským rodičům na území dnešní Ukrajiny. Byli vězněni nacisty v pracovním táboře, ale podařilo se jim podplatit stráže a část rodiny včetně Hoffmanna a jeho matky utekla a skrývala se od ledna 1943 do června 1944, zatímco otec a řada dalších příbuzných byli zavražděni nacisty. Přeživší část rodiny emigrovala roku 1949 do USA. Hoffmann studoval na Kolumbijské a Harvardově univerzitě. Jeho ženou se roku 1960 stala Eva Börjessonová, s níž má dvě děti. Roku 1965 přešel na Cornellovu univerzitu, kde zůstal až do penzionování.